# Osvaldo Gómez Cortez
Osvaldo Gómez Cortez (Ovalle, 10 de abril de 1964) es un exfutbolista chileno que se desempeñaba en la posición de Mediocampista, destacó principalmente en Deportes Ovalle. 

## Selección nacional
Fue convocado a la Selección de fútbol de Chile, formando parte del equipo que participó en los Juegos Olímpicos de Los Ángeles 1984.

### Participaciones en Juegos Olímpicos
| Olimpiadas                           | Sede           | Resultado        |
| ------------------------------------ | -------------- | ---------------- |
| Juegos Olímpicos de Los Ángeles 1984 | Estados Unidos | Cuartos de final |

### Particpación en Juegos Panamericanos
| Juegos                             | Sede           | Resultado        |
| ---------------------------------- | -------------- | ---------------- |
| Panamericanos de Indianápolis 1987 | Estados Unidos | Medalla de Plata |

## Clubes
| Club            | País  | Año       |
| --------------- | ----- | --------- |
| Deportes Ovalle | Chile | 1981-1985 |
| Colo-Colo       | Chile | 1986-1988 |
| Naval           | Chile | 1988      |
| Palestino       | Chile | 1989      |
| Deportes Ovalle | Chile | 1990-1996 |

## Palmarés

### Campeonatos nacionales
| Título           | Club            | País  | Año  |
| ---------------- | --------------- | ----- | ---- |
| Primera División | Colo-Colo       | Chile | 1986 |
| Tercera División | Deportes Ovalle | Chile | 1993 |

### Títulos internacionales
| Título                            | Club (*)                     | País           | Año  |
| --------------------------------- | ---------------------------- | -------------- | ---- |
| Medalla de plata en Panamericanos | Selección de fútbol de Chile | Estados Unidos | 1987 |

(*) Incluyendo la Selección